# Anisodes lateritiaria
Anisodes lateritiaria là một loài bướm đêm trong họ Geometridae.